# Месники... усі разом
«Месники... усі разом» (англ. Avengers... assemble), також відомий як «Портали» (англ. Portals) — епізод, що передує кульмінаційній битві за Землю у супергеройському фільмі «Месники: Завершення» (2019). У ній Месники та їхні союзники прибувають на поле бою через магічні портали, готуючись до протистояння з головним антагоністом фільму — Таносом. Кульмінацією сцени стає фраза Стіва Роджерса / Капітана Америки: «Месники... усі разом» — бойовий клич команди у коміксах Marvel.
У сцені з’являються численні персонажі та актори, які фігурували в попередніх фільмах Кіновсесвіту Marvel (КВМ), включно з тими, хто загинув у попередній стрічці «Месники: Війна нескінченності» (2018) під час події, відомої як «Блим».
Цю фразу не використовували у фільмі «Месники» (2012), оскільки президент Marvel Studios Кевін Файґі вважав її тоді недоречною. У «Месники: Ера Альтрона» (2015) її було навмисно обрізано, щоб уникнути змін у сцені, як того хотів режисер Джосс Відон. Це викликало спекуляції, що у фільмах КВМ ця фраза так і не прозвучить повністю.
Сцену з порталом додали до сценарію «Завершення», щоби продемонструвати повернення героїв, які зникли через Блим. Режисери Ентоні та Джо Руссо обрали стримане озвучення фрази після кількох варіантів інтерпретації. Над візуальними ефектами працювала студія Weta Digital. Музичний супровід до сцени — композиція «Portals» — написана Аланом Сільвестрі. Сцена отримала позитивні відгуки критиків і глядачів.

## Опис сцени
Після того як Тоні Старк і Тор виведені з бою Таносом, Стів Роджерс бачить, як на поле бою виходить армія Таноса. Він чує шум у навушнику, а потім голос Сема Вілсона, який вважався загиблим через Блим, що повідомляє про своє прибуття. Коли Роджерс обертається, перед ним відкривається портал із Ваканди, через який прибувають союзники. Доктор Стрендж, Вонг та інші чаклуни відкривають ще більше порталів із різних куточків Землі та галактики. Всі герої збираються разом, а Стів Роджерс вимовляє: «Месники... усі разом», і всі йдуть в атаку.

## Історія
Фраза «Месники... усі разом!» (англ. Avengers Assemble!) — найвідоміша фраза команди «Месники» в коміксах видавництва Marvel Comics, яку традиційно вимовляє Стів Роджерс / Капітан Америка, але він не був першим персонажем, який вимовив цю фразу. Тор уперше вимовив її в коміксі Avengers #10 (1963) за 1964 рік і ще кілька разів Месники використовували цю фразу в наступних випусках, а в коміксі Avengers #14 за 1965 рік вона стала їхньою офіційною фразою. У наступному випуску фразу вимовляє Людина-гігант, а в коміксі Avengers #16 від 1965 року на обкладинці з'являється Капітан Америка, який вимовляє фразу, і відтоді саме він став найбільш асоціюватися з цією фразою. У результаті, починаючи з фільму «Месники» (2012), люди, знайомі з коміксами, почали цікавитися, коли Капітан Америка вимовить фразу в медіафраншизі. Президент Marvel Studios Кевін Файґі незабаром після виходу фільму заявив, що фразу не було включено до фільму, тому що для неї не знайшлося відповідного місця. Файґі порахував, що 360-градусний кадр збору команди справить більше враження, ніж якби фраза була сказана в цей момент. Цю репліку розпочав Кріс Еванс, який виконує роль Стіва Роджерса, наприкінці фільму «Месники: Ера Альтрона» (2015), але не договорив до кінця. Сценарист і режисер фільму Джосс Відон розповів про своє рішення, заявивши, що не хотів включати цю фразу і подбав про те, щоб у майбутньому студія не могла змінити цю сцену. Сам Кріс Еванс не виголошував повну фразу, і репліка «Месники...» була записана в сценарій саме так, як вона була показана у фільмі.

### Створення сцени
Сцена спочатку не була включена у фільм, але потім була створена для того, щоб доставити доктора Стівена Стренджа з планети Титан на базу Месників на Землі. У початковому варіанті, всі персонажі поверталися моментально без «кавалерійського» моменту, але співавтор сценарію Крістофер Маркус заявив, що його відсутність позбавляла фільм основної динаміки. Концептуальна частина сцени також змінилася, оскільки спочатку вона була зосереджена більше на Роджерсі, але була змінена, щоб глядачі побачили портали від його особи. За словами супервайзера візуальних ефектів Дена Деліува, для цієї сцени було придумано кілька ідей, зокрема довгий панорамний кадр за участю всіх акторів фільму, коли вони були разом протягом одного знімального дня, але він «не вийшов так добре, як хотілося знімальній групі». Деліув працював із командою превізуалізації і монтажером Джеффрі Фордом, і вони вирішили використовувати портали як альтернативу. Вони почали показувати раніше загиблих персонажів, які поступово повертаються через портали, в тому порядку, в якому кожен з них був стертий перед Блимом, кульмінаційною подією попереднього фільму «Месники: Війна нескінченності» (2018), в якому Танос знищив половину всього живого у всесвіті. Знімальна група також вирішила, що їм доведеться уповільнити сцени повернення персонажів, щоб «дати глядачам можливість привітати своїх героїв». Робота над сценою велася аж до травня, за місяць до виходу фільму. Режисери фільму, брати Руссо, пояснили, що хотіли, щоб сцена починалася з того, як раніше загиблий персонаж Сем Вілсон спочатку зв'язується зі Стівом Роджерсом, і потім вимовляє їхню спільну фразу «Я ліворуч» безпосередньо перед відкриттям порталів. Вони вважали логічним, що перший портал мав відкритися у Ваканді, де Вілсон і загинув у «Війні нескінченності», і щоб у результаті з нього також прибув Т'Чалла з армією Ваканди. Пітер Паркер / Людина-павук був обраний останнім персонажем, який з'явиться з порталів, бо це повинно було викликати емоційний відгук у глядачів, після того, як саме цей персонаж загинув останнім у «Війні нескінченності».

### Фільмування та візуальні ефекти
Частина сцени з порталами була знята кілька разів. Перша версія тривала швидше, а музика, за словами співавтора сценарію Стівена Макфілі, вмикалася «на десять хвилин раніше», відразу після повернення персонажів. Брати Руссо вирішили перезняти сцену повернення кожного персонажа, щоб дати їм свої індивідуальні «героїчні моменти» появ на полі бою. Еванс не став знімати інший дубль репліки «Месники... усі разом!», хоча спочатку вважав, що так і має бути. Наприкінці він вирішив, що це буде приємне зіставлення, якщо фраза буде вимовлена м'якше, а персонажі почнуть кричати навколо нього. Братам Руссо сподобалася більш м'яка подача, яка була зроблена на першому дублі, і вони сказали Евансу: «Все чудово, тобі навіть кричати не треба». У коментарях до фільму «Месники: Завершення» Руссо сказали, що це була їхня ідея, щоб Еванс вимовив репліку саме так, визнавши, що ідея була «не позбавлена недоліків». Джо Руссо додав, що брати думали, що тихіша подача буде цікавішою, але оскільки Капітан Америка, який спіймав за кілька хвилин до цього молот Тора — Мйольнір, викликав бурхливі оплески глядачів у кінотеатрах, Руссо вирішили, що багато хто міг навіть не почути цю репліку в перші вихідні після виходу фільму.
Компанія Weta Digital працювала над порталами разом із супервайзером візуальних ефектів Меттом Ейткеном, який сказав, що команді візуальної симуляції потрібен був «рецепт», щоб дизайн порталів можна було розпізнати як дизайн, що належить Доктору Стренджу. Weta використовувала оригінальну техніку створення порталів із попередніх фільмів КВМ, але злегка змінила їх, оскільки «вони повинні відчуватися однаковими, тому що в минулому їх бачили в більш людському масштабі». Ще однією проблемою було створення всіх світів, з яких відкривалися портали, оскільки всі вони були згенеровані на комп'ютері. Це було необхідно, тому що оточення повинно було бути знято тією ж камерою, що і зруйнований комплекс Месників по інший бік порталу, так, щоб кадри могли «з'єднуватися і паралаксувати». Команда VFX мала зробити так, щоб персонажі не здавалися такими, що виходять із двовимірного простору, за допомогою якого створено портал, а з об'ємного тривимірного. Для персонажів, які повертаються з Титана, було використано чотири окремі знімальні платформи. Дракс і Мантіс виходили разом, а повернення Стренджа знімалося окремо, оскільки персонаж літав у повітрі, через що Бенедикт Камбербетч знімався на зеленому екрані. Том Голланд і Кріс Претт були недоступні того дня, тому для зйомок вони прибули пізніше, а Претта зняли за допомогою окремої частини зеленого екрану з контролем руху.
Одним з останніх VFX-доповнень до фільму стало невелике камео Качки Говарда. Персонаж не мав з'явитися у фільмі, але під час огляду частини сцени з порталами Джо Руссо і Кевін Файґі запропонували продюсеру VFX Джен Андердал включити його за три тижні до завершення роботи над візуальними ефектами. Коли Спустошувачі виходили з порталу, відкритого в Контраксії, залишався проміжок, у який його можна було додати, і Андердал зв'язалася з Weta. Вони використовували старі моделі Качки Говарда з різних проєктів КВМ, і в підсумку Говард з'явився приблизно в 17 або 18 кадрах фільму. Крім того, для введення Говарда в сцену і анімації команди VFX, було використано монтажну установку і грумінг зовнішності Говарда. Після репліки Еванса, актори кинулися вперед до невеликої групи людей у костюмах для захоплення руху, які зображували армію Таноса, щоб актори могли розрізнити їх. Щойно почалося протистояння, битва перейшла від CG до каскадерської роботи на знімальному майданчику. Деліув заявив, що «до і після» були одними з найкращих в історії завдяки «загальній комічності» того, що відбувалося на знімальному майданчику.

## Музика
Композиція для сцени під назвою «Portals» був написаний композитором фільму «Месники: Завершення» — Аланом Сільвестрі. На самому початку Сільвестрі сказав, що ця сцена стане ключовим моментом фільму. За словами Сільвестрі, йому знадобився час, щоб зрозуміти, що відбувається в цій сцені, і спочатку була спокуса «зробити її сегментованою», змусивши кожного персонажа робити щось особливе після повернення. Зрештою, було вирішено провести окремий огляд кожного персонажа, а нова музична тема була необхідна тому, що ніщо інше до сцени не підходило. Сільвестрі створив безліч версій пісні для оркестру, включно з однією з валторнами та співом хору. Зрештою, він вибрав остаточний варіант із соло труби на початку треку, коли вакандійці виходять із порталу. Сільвестрі описує «Portals» як твір, частини якого повторюються кілька разів, але при цьому партії змінюються і стають «більшими та грандіознішими». Оригінальна тема Месників мала наростати після того, як Капітан Америка вимовляє фразу, що призводить до того, що команда «Месники» та її союзники вступають у бій. Ідея зміни музики під час появи кожного персонажа не завжди була цілісною, тому що творча група прокручувала ідею «подібно до тем виходу, які використовують професійні бійці». Сільвестрі заявив, що ідея полягала не в тому, щоб об'єднати різні теми персонажів або місць, подібних до Ваканди, а в тому, щоб зробити «значніший звуковий супровід кожного окремого відкриття порталу». Він прагнув зробити тему «святковою» і подібною до «гімну», щоб правильно передати значущість моменту. Перехід «Portals» у тему Месників після того, як Роджерс вимовляє фразу, був одним із моментів, який найбільше змінювався в процесі розроблення, але зрештою Сільвестрі визнав його доречним, оскільки всі отримували заряд бадьорості й заявляли, що це просто «чисті Месники». Відеокліп треку «Portals» було випущено в мережі 13 червня 2019 року.

## Сприйняття
Сцена була чудово сприйнята, фанати в кінотеатрах аплодували, а критики визнали її однією з найкращих сцен у «Завершенні» і взагалі у КВМ. Новинний сайт Mashable India назвав цю сцену «одним із найемоційніших моментів в історії блокбастерів», а Screen Rant — одним із вирішальних моментів арки «Сага нескінченності». Comic Book Resources назвав цю сцену однією з найкращих сцен Капітана Америки в КВМ, позначивши її «остаточним бойовим кличем». Критики схвалили репліку, припасену для потрібного моменту: Джош Сіґел з The Hollywood Reporter похвалив режисуру і сценарій сцени, позитивно відгукнувшись про неї як про добре виконану версію кліше «Виклику кавалерії» в бойовиках. Ана Думароґ зі Screen Rant додала, що збереження фрази до цього моменту було вдалим, оскільки, на її думку, попередні фільми КВМ не давали достатньої можливості використовувати її до цього фільму. Деякі критики зазначили, що сцену було посилено через нагнітання обстановки у всіх фільмах до «Завершення». Джарон Пак із Looper зазначив, що сцена точно відобразила «найкраще з “Завершення”», а також втішила фанатів, які емоційно постраждали від «Блиму», тоді як Моніта Моган із Collider заявила, що сцена викликала в неї «сироти на шкірі». Окремих похвал удостоїлися трек, виступ Еванса і використання репліки Вілсона, а Джошуа Єл з IGN назвав її «ідеальним способом відкрити шлюзи надії», оцінивши її як шосту найкращу сцену фільму з десяти. Однак фільм також зазнав критики за зображення інших персонажів. Сіґел скаржився, що другорядні персонажі, як-от Т'Чалла і Пітер Паркер, були зображені як «прославлені камео», а не як наступне покоління героїв КВМ, тоді як Моган відзначив відсутність Наташі Романової, яка загинула раніше у фільмі.

## Поза фільмом
Сцена була відтворена компанією Disney Live Entertainment для атракціону World of Color: One у Disney California Adventure у рамках святкування 100-річчя компанії. Сцена була представлена 27 січня 2023 року і включала архівні кадри з «Фіналу», стробоскопічне освітлення і піротехніку, а також музичні теми Месників. Це була перша нічна вистава за участю Месників, яка проходила поруч із Кампусом Месників. Дженніфер Маґілл, продюсерка Disney Live Entertainment, заявила, що сцену було обрано тому, що «портали — це культові способи проходу і те, що ми можемо чудово перенести в наш світ».